# Star Trek: Infinite
Star Trek: Infinite est un jeu vidéo de grande stratégie 4X développé par le studio argentin Nimble Giant Entertainment et publié par Paradox Interactive. Dans Star Trek: Infinite, les joueurs prennent le contrôle de l'une des quatre civilisations interstellaires de Star Trek et sont chargés d'explorer, de coloniser et d'engager des nations mineures et d'autres civilisations majeures par la diplomatie, le commerce ou la guerre. Une grande partie du jeu consiste à gérer des événements à la fois scénarisés et aléatoires, dont beaucoup sont basés sur ou faisant référence à des événements de la franchise Star Trek. Sa sortie est sorti sur Microsoft Windows et macOS le 12 octobre 2023.

## Système de jeu
Les joueurs choisissent de jouer avec la Fédération, les Klingons, les Romuliens ou les Cardassiens. Chaque faction possède son propre arbre de missions et des capacités uniques adaptées à des styles de jeu alignés sur l'histoire, la Fédération se concentrant sur l'exploration et la diplomatie, les Klingons sur la guerre, les Cardassiens sur l'espionnage et les Romuliens sur la furtivité.
Des événements et des chaînes d'événements se produisent pour chaque faction au cours du jeu et permettent au joueur d'interagir avec les événements majeurs du monde de Star Trek au cours de la partie. 
Un concepteur de vaisseaux permet au joueur de modifier des vaisseaux en fonction des conceptions de base de la franchise Star Trek, en sélectionnant des pièces et des capacités particulières, ou simplement en s'appuyant sur la conception automatique du jeu.
De nombreux mécanismes et systèmes ont été empruntés à Stellaris de Paradox Interactive.

## Accueil
Star Trek: Infinite a été favorablement accueilli dans des critiques du jeu en accès anticipé parues en septembre 2023. Mick Fraser l'a qualifié de "immense, complexe et un rêve de Trekkie". Will Borger d'IGN a décrit une version anticipé comme faisant du bon travail en intégrant Star Trek dans le style de jeu 4X comme quelque chose qui s'apparente à des "feuilles de calcul sur le thème de Star Trek", mais a également écrit que le jeu "peut parfois sembler écrasant". Chez PC Gamer, Russell Adderson l'a appelé "le jeu Star Trek de mes rêves", faisant particulièrement l'éloge du système d'arborescence des missions et de l'utilisation de l'histoire de Star Trek. Polygon a qualifié la guerre de "décevante" dans le jeu, mais a déclaré que la version révisée de Star Trek: Infinite était "déjà prometteuse" et "susceptible de devenir beaucoup plus profonde" avec l'historique du support continu et de contenu téléchargeable de Paradox pour ses titres.